# La Face cachée du Che
La Face cachée du Che est une biographie de Che Guevara, par Jacobo Machover, publié en 2007. L'ouvrage remet en question « l’image romantique et idéalisée du Che ».

## Présentation
Jacobo Machover est un exilé cubain, auteur de plusieurs essais critiques du régime castriste mis en place depuis 1959 dans l'île de Cuba. Il dénonce, à propos de Che Guevara, « un immense malentendu qui s’est greffé autour de sa personne faisant d’un fanatique stalinien un libertaire romantique ». L'ouvrage remet en question « l’image romantique et idéalisée du Che »
.
Che Guevara milite pour la rédemption par le travail. Les opposants à la révolution castriste : les homosexuels, les croyants dans une religion, les pratiquants du vaudou cubain (santeria), fans des Beatles se retrouvent dans les unités militaires d'aide à la production. Che Guevara inaugure les premières UMAP.
En 1959, Le Che préside les tribunaux de la forteresse de la Cabaña indique Jacobo Machover. Il assiste aux exécutions et « lui-même se chargeait de pratiquer des simulacres d'exécution ». Che Guevara décrit son « rôle de bourreau » avec l'exécution d'Eutímio Guerra (en) en février 1957 : « J'ai tiré une balle de calibre 32 dans l'hémisphère droit de son cerveau, qui est sorti par sa tempe gauche. Il a gémi pendant quelques instants, puis est mort ». À New York en 1964, à la tribune de l'ONU, Che Guevara déclame : « Nous avons fusillé; nous fusillons et nous continuerons de fusiller tant qu'il le faudra. Notre lutte est une lutte à mort. Nous savons quel serait le résultat d’une bataille perdue et les contre-révolutionnaires doivent savoir aussi quel est le résultat d’une bataille perdue à Cuba ». Son fanatisme meurtrier trouve ses racines dans une « terrifiante rigidité morale »,. Jacobo Machover estime que l'évocation du Che de mourir pour ses idées ne donne pas une indication de sa bravoure, mais peut-être un symptôme de plus de sa « folie ».
Pour Jacobo Machover, Che Guevara a été un instrument aux mains des frères Castro. Ses échecs à répétition et ses erreurs l'ont conduit à quitter Cuba.

## Accueil critique
Pour Pierre Rigoulot, il s'agit d'une « utile compilation des informations déjà publiées mettant à mal l’image sacro-sainte d’Ernesto Guevara ». Le journaliste Matthew Campbell, de The Australian, indique que Jacobo Machover a mis en avant « l'implication de Guevara dans d'innombrables exécutions de traîtres et de vers contre-révolutionnaires, donnant à voir un côté obscur de la guérilla castriste ». Gilles Biassette, du journal La Croix, rapporte que l'ouvrage est « à charge » contre le Che et « fera polémique ».

## Publications
- La Face cachée du Che, Buchet-Chastel, 2007, 205 p.  (ISBN 2283022525)
- La cara oculta del Che: desmitificación de un héroe romántico Edité par Bronce, 2008
- Che Guevara - die andere Seite, 2008
- Romanzo di che guevara, Editore: Newton Compton, 2008[10].